# آكسيل فيرنير
آكسيل فيرنير (بالإسبانية: Alex Werner) (28 فبراير 1996 رافاييلا الأرجنتين - ) هو لاعب كرة قدم أرجنتيني، يلعب كحارس مرمى، شارك في كرة القدم في الألعاب الأولمبية الصيفية 2016.

## وصلات خارجية
آكسيل فيرنير على موقع الاتحاد الدولي (مؤرشف)  (الإنجليزية)
- آكسيل فيرنير على موقع الاتحاد الأوربي (الإنجليزية)
- آكسيل فيرنير على موقع إي إس بي إن إف سي (الإنجليزية)
- آكسيل فيرنير على موقع قاعدة بيانات كرة القدم.إي يو (الإنجليزية)
- آكسيل فيرنير على موقع Soccerbase.com (لاعب) (الإنجليزية)
- آكسيل فيرنير على موقع Soccerway.com (الإنجليزية)
- آكسيل فيرنير على موقع عالم كرة القدم.نت (الإنجليزية)
- آكسيل فيرنير على موقع اللجنة الأولمبية الدولية (الإنجليزية)
- آكسيل فيرنير على موقع أوليمبيديا (الإنجليزية)
- آكسيل فيرنير على موقع اللجنة الأولمبية الأرجنتينية (الإسبانية)